# Porzecze (województwo świętokrzyskie)
Porzecze – wieś w Polsce położona w województwie świętokrzyskim, w powiecie kieleckim, w gminie Miedziana Góra. Leży nad Bobrzą.
| SIMC    | Nazwa     | Rodzaj    |
| ------- | --------- | --------- |
| 0252517 | Korzeniec | część wsi |

W latach 1975–1998 miejscowość położona była w województwie kieleckim.
Przez wieś przechodzi  Główny Szlak Świętokrzyski im. Edmunda Massalskiego z Gołoszyc do Kuźniaków.